# Golub Doknić
Golub Doknić (serbisch-kyrillisch Голуб Докнић; * 16. April 1982 in Vrbas, Sozialistische Republik Serbien, SFR Jugoslawien)  ist ein österreichischer Handballtorwart serbisch-montenegrinischer Herkunft.

## Karriere
Der 1,95 Meter große Torwart begann seine Karriere beim Heimatklub RK Vrbas. Er war Mitglied der Junioren-Nationalmannschaft der BR Jugoslawien, die 2002 bei der U-20-Handball-Europameisterschaft der Männer in Polen die Bronzemedaille gewann.
Ab 2005 konnte er mit dem RK Vardar Skopje im EHF Challenge Cup seine erste internationale Erfahrung sammeln. Nachdem er 2006 den mazedonischen Cup gewinnen konnte, qualifizierte er sich für die Saison 2006/07 für den Cup Winners Cup.
Mit Start der Saison 2007/08 wechselte er nach Italien zum AS Pallamano Conversano, mit welchem er zweimal am EHF-Cup teilnahm.
2008 spielte er für die Montenegrinische Männer-Handballnationalmannschaft bei der Europameisterschaft. Er nahm auch an vier Qualifikationsturnieren (Weltmeisterschaften 2009 und 2011, Europameisterschaften 2010 und 2012) teil, hauptsächlich als ein Ersatztorhüter.
2009/10 sowie 2010/11 spielte er für den serbischen Klub RK Kolubara, mit welchem er jeweils das Double aus Meistertitel und Cup-Sieg holen konnte.
Mit Beginn der Saison 2011/12 wechselte er nach Österreich zum Alpla HC Hard, welcher an der Handball Liga Austria teilnimmt. In der ersten Saison mit den Vorarlbergern konnte er sich auf Anhieb den Meistertitel sichern, im Cup scheiterte man im Viertelfinale am Handballclub Fivers Margareten. Zusätzlich wurde Doknić von der Liga als Legionär des Jahres ausgezeichnet.
Durch den Meistertitel nahm man in der Saison 2012/13 am Qualifikationsturnier für die EHF Champions League teil, scheiterte dort und war zur Teilnahme am EHF-Cup berechtigt. Dort schied man jedoch gegen HK Motor Saporischschja aus. In dieser Saison konnte man den Titel im Finale gegen die Fivers aus Wien verteidigen, im Cup scheiterte man im Finale hingegen an den Hauptstädtern. Nach dieser Spielzeit wurde der Torwart erneut als Legionär des Jahres geehrt.
Nachdem es international gleich lief wie in der Saison zuvor konnte Doknić 2014 nun auch seinen ersten ÖHB-Cup Sieg mit den Hardern feiern. So revanchierte man sich für die Finalniederlage des Vorjahres bei den Wienern. 2018 folgte ein zweiter ÖHB-Cupsieg, 2020/21 ein 5. Österreichischer Meistertitel mit Alpla HC Hard.

## Sonstiges
In zwei Spielen hat der Torwart ein Tor aus dem Rückraum erzielt, einmal im Finale der HLA 2012 gegen HIT Innsbruck und das zweite Mal in einem Spiel des Grunddurchgangs 2012/13 gegen das ULZ Schwaz.

## Erfolge
- 1× mazedonischer Pokalsieger (mit dem RK Vardar PRO Skopje)
- 2× serbischer Meister (mit dem RK Kolubara)
- 2× serbischer Pokalsieger (mit dem RK Kolubara)
- 5× österreichischer Meister (mit dem HC Hard)
- 2× österreichischer Pokalsieger (mit dem HC Hard)
- 2× HLA „Legionär des Jahres“ 2011/12, 2012/13